# Elecciones estatales de Durango de 2019
Las elecciones estatales de Durango de 2019 se realizaron el domingo 2 de junio de 2019 y en ellas se renovaron los 39 ayuntamientos del estado para un periodo de 3 años. El periodo de precampaña inició del 28 de enero al 11 de febrero, dependiendo del municipio, y concluyó el 2 de marzo. El periodo de campaña inició del 10 al 30 de abril, dependiendo del municipio, y concluyó el 29 de mayo. Los cómputos de los votos se harán del 5 al 8 de junio.
- 39 ayuntamientos. Compuestos por un Presidente Municipal y regidores, electos para un periodo de tres años, reelegibles para un periodo adicional.

## Resultados
|  | 27.87 % |

|  | 23.31 % |

|  | 2.43 % |

|  | 4.02 % |

|  | 6.68 % |

|  | 12.27 % |

|  | 17.99 % |

|  | 1.46 % |

|  | 1.29 % |

|  | 97.58 % |

|  | 2.42 % |